# 以色列大祭司列表

## 从出埃及到巴比伦之囚
- 亚伦，出埃及记时期
- 以利亚撒，亚伦之子
- 非尼哈，以利亚撒之子
- 亚比书，非尼哈之子
- 布基，亚比书之子
- 乌西，布基之子
- 以利，亚伦之子以他玛的后裔
- 撒母耳
- 亚希突，非尼哈之子，以利之孙
- 亚希亚，亚希突之子
- 亚希米勒，亚希亚之子，扫罗王统治时期的大祭司
- 亚比亚他，亚希米勒之子，大卫王统治时期的大祭司。
- 撒督，亚希突之子，第一圣殿建造时的大祭司。
- 亚希玛斯 ，撒督之子，所罗门王统治时期的大祭司。
- 亚撒利雅，亚希玛斯之子，所罗门王统治时期的大祭司[1]。
- 約哈難，亞撒利雅之子[2]
- 亞撒利雅，約哈難之子
- 亞瑪利雅，亞撒利雅之子
- 亞希突二世，亞瑪利雅之子
- 撒督二世，亞希突之子
- 沙龍，撒督二世之子
- 希勒家，沙龍之子
- 亞撒利雅，希勒家之子
- 西萊雅，亞撒利雅之子

## 第二圣殿时期
- 大祭司約書亞，约撒答之子，第二圣殿建成后，与居鲁士大帝（公元前538–前530年在位）和大流士一世（公元前522–前486年在位）同时代。
- 約雅金，約書亞之子[3]
- 以利亞實，约雅金的儿子，公元前444年尼希米时期曾提及。
- 耶何耶大 (大祭司)，以利亚实的儿子（一个儿子娶了和伦人参巴拉的女儿，因此被尼希米赶出圣殿）。[4]
- 約哈難 (大祭司)，耶何耶大之子[5]，公元前410年伊里芬丁蒲紙卷曾提及他。
- 押杜亞，约哈难之子，与亚历山大大帝（公元前336–前323年在位）同时代，有人认为他就是“公义者”西缅。

此外，拉比傳統中的一些資料支持以斯拉可能擔任過大祭司的觀點。
然而，上述基于约瑟夫斯的年表并非毫无争议，有人认为押杜亞的出生时间是在大流士二世时期（公元前423–前405或前404年），有些人認為接下來的時期又出現了一個約哈難和一個押杜亞，後者押杜亞與亞歷山大大帝是同時代的人。
- 奥尼亚斯一世，押杜亚之子，与斯巴达国王阿瑞斯一世（公元前309–前265年在位）同时代。
- 西門一世，奥尼亚斯之子，约瑟夫斯称他为“公义者西缅”。
- 以利亞撒 ，奥尼亚斯之子，西門一世之兄，与埃及国王托勒密二世（公元前283–前246年在位）同时代。
- 瑪拿西，押杜亚之子，奥尼亚斯一世之兄，西門一世和以利亚撒的叔叔。
- 奥尼亚斯二世，西門一世之子，与埃及國王托勒密三世（公元前246–前221年在位）同时代。
- 西門二世，奥尼亚斯二世之子，与埃及國王托勒密四世（公元前221–前204年在位）同时代。
- 奥尼亚斯三世，西門二世之子（？–公元前175年），公元前170年被谋杀。
  - 奥尼亚斯四世，奥尼亚斯三世之子。他逃往埃及，并于公元前150年左右在雷翁托波利斯建造了一座犹太圣殿，該聖殿一直持續到西元70年被提圖斯拆毀。
- 伊阿宋，西門二世之子，奥尼亚斯三世之兄。公元前175–前172年在位（撒督王朝的最后一位大祭司）。
- 墨涅拉俄斯 (大祭司)，又譯「梅內拉歐斯」，伊阿宋的追隨者。他透過賄賂塞琉古國王安條克四世獲得大祭司職位，公元前172–前165年在位，後被處死。
- 犹大·马加比，猶太祭司瑪他提亞之子，公元前165年–前162年在圣殿祝圣后任职。
- 阿尔西姆斯，公元前162–前159年

從阿爾西姆斯去世到約拿單·亞腓斯繼位，耶路撒冷大祭司的職位由誰擔任尚不清楚。約瑟夫斯記載，該職位空缺了七年，但這極不可能。由於贖罪日聖殿的禮拜需要大祭司，約瑟夫斯的記載暗示，在聖殿修復後不久，大祭司的職位出現了七年的空缺。從政治角度來看，以色列的統治者可能不會允許權力真空持續這麼久。
約瑟夫斯在其他地方認為，約拿單的兄弟猶大·馬加比接替阿爾西姆斯擔任了三年大祭司。然而，猶大實際上比阿爾西姆斯早去世一年。約拿單成為大祭司的性質使得猶大不太可能在祭司過渡期擔任該職位。《猶太百科全書》試圖協調約瑟夫斯所發現的矛盾之處，假設猶大「在聖殿祝聖（165–162）之後，也就是阿爾西姆斯當選之前」擔任該職位。
- 約拿單·亞腓斯，公元前153–前143年
- 西门·马加比，約拿單·亞腓斯的兄弟，公元前142–前134年。
- 約翰·海卡努斯，西门·马加比之子，西元前134–前104年。
- 阿里斯托布魯斯一世，約翰·海卡努斯之子，西元前104–前103年。
- 亞歷山大·詹納烏斯，約翰·海卡努斯之子，西元前103–前76年。
- 海卡努斯二世，亞歷山大·詹納烏斯之子，西元前76–前66年。
- 阿里斯托布魯斯二世，亞歷山大·雅尼烏斯之子，公元前66–前63年
- 海卡努斯二世（恢復），公元前63–前40年。
- 安提柯二世，阿里斯托布魯斯二世之子，西元前40–前37年。

## 希律-罗马时期
- 该亚法